# Symmorphus aurantiopictus
Symmorphus aurantiopictus är en stekelart som beskrevs av Giordani Soika 1986. Symmorphus aurantiopictus ingår i släktet vedgetingar, och familjen Eumenidae. Inga underarter finns listade i Catalogue of Life.